# Европско првенство у атлетици у дворани 1972 — 50 метара за жене
Такмичење у дисциплини трчања на 50 метара у женској конкуренцији уведена је први пут на трећем Европском првенству у атлетици у дворани 1972. одржаном у Палати спортова у Греноблу, Француска 12. марта.
Титулу европске првакиње освојену на Европском првенству у дворани 1971. у Софији одбранила је Ренара Штехер из Источне Немачке.

## Земље учеснице
Учествовало је 19 атлетичарки из 11 земаља.
1. Аустрија (2)
2. Западна Немачка (3)
3. Источна Немачка (1)
4. Италија (2)
5. Пољска (1)
6. Румунија (2)
7. Совјетски Савез (2)
8. Уједињено Краљевство (2)
9. Финска (1)
10. Француска (2)
11. Шведска (1)

## Рекорди
Извор:
| Рекорди пре почетка Европског првенства у дворани 1972. | Рекорди пре почетка Европског првенства у дворани 1972.                    | Рекорди пре почетка Европског првенства у дворани 1972.                    | Рекорди пре почетка Европског првенства у дворани 1972.                    | Рекорди пре почетка Европског првенства у дворани 1972.                    | Рекорди пре почетка Европског првенства у дворани 1972.                    |
| ------------------------------------------------------- | -------------------------------------------------------------------------- | -------------------------------------------------------------------------- | -------------------------------------------------------------------------- | -------------------------------------------------------------------------- | -------------------------------------------------------------------------- |
| Светски рекорд                                          | Силвијан Телије                                                            | Француска                                                                  | 6,32                                                                       | Гренобл, Француска                                                         | 13. фебруар 1972.                                                          |
| Европски рекорд                                         | Силвијан Телије                                                            | Француска                                                                  | 6,32                                                                       | Гренобл, Француска                                                         | 13. фебруар 1972.                                                          |
| Рекорди европских првенстава                            | Ова дисциплина је била први пут на програму европских првенстава у дворани | Ова дисциплина је била први пут на програму европских првенстава у дворани | Ова дисциплина је била први пут на програму европских првенстава у дворани | Ова дисциплина је била први пут на програму европских првенстава у дворани | Ова дисциплина је била први пут на програму европских првенстава у дворани |
| Рекорди после завршеног Европског првенства 1972.       |                                                                            |                                                                            |                                                                            |                                                                            |                                                                            |
| Светски рекорд                                          | Ренате Мајснер                                                             | Источна Немачка                                                            | 6,25                                                                       | Гренобл, Француска                                                         | 12. март 1972.                                                             |
| Европски рекорд                                         | Ренате Мајснер                                                             | Источна Немачка                                                            | 6,25                                                                       | Гренобл, Француска                                                         | 12. март 1972.                                                             |
| Рекорди европских првенстава                            | Ренате Мајснер                                                             | Источна Немачка                                                            | 6,25                                                                       | Гренобл, Француска                                                         | 12. март 1972.                                                             |

## Освајачи медаља
|                               |                                |                           |
| Ренате Штехер Источна Немачка | Анергет Рихтер Западна Немачка | Силвијан Телије Француска |

## Резултати
У овој дисциплини су одржане три круга такмичења: квалификације, полуфинале и финале. Све је одржано 12. марта.

### Квалификације
У квалификацијама такмичарке су били подељене у четири групе: прву са 4, а остале са 5 такмичарки. У полуфинале су се квалификовале по 2. првпласиране из све четири групе (КВ) и 4 на основу постигнутог резултата (кв).
| Пласман | Група | Атлетичарка        | Земља                | Време | Белешка      |
| ------- | ----- | ------------------ | -------------------- | ----- | ------------ |
| 1.      | 1     | Ренате Штехер      | Источна Немачка      | 6,33  | КВ, РЕПд, НР |
| 2.      | 4     | Анергет Рихтер     | Западна Немачка      | 6,35  | КВ           |
| 3.      | 3     | Инге Хелтен        | Западна Немачка      | 6,36  | КВ           |
| 4.      | 2     | Силвијан Телије    | Француска            | 6,37  | КВ           |
| 5.      | 3     | Соња Ланамен       | Уједињено Краљевство | 6,40  | КВ           |
| 6.      | 2     | Елфгард Шитенхелм  | Западна Немачка      | 6,42  | КВ           |
| 7.      | 3     | Надежда Бесфамилна | Совјетски Савез      | 6,44  | кв           |
| 8.      | 4     | Мишел Бење         | Француска            | 6,46  | КВ           |
| 9.      | 1     | Медлин Коб         | Уједињено Краљевство | 6,47  | КВ           |
| 10.     | 4     | Ирена Шевињска     | { Пољска             | 6,49  | кв           |
| 11.     | 4     | Кристина Кеплингер | Аустрија             | 6,50  | кв           |
| 12.     | 3     | Моника Холцшустер  | Аустрија             | 6,51  | кв           |
| 13.     | 2     | Аурелија Марасеску | Румунија             | 6,55  |              |
| 14.     | 3     | Тула Раутанен      | Финска               | 6,55  |              |
| 15.     | 2     | Чечилија Молинари  | Италија              | 6,57  |              |
| 16.     | 1     | Лаура Напи         | Италија              | 6,59  |              |
| 17.     | 1     | Марјана Гот        | Румунија             | 6,60  |              |
| 18.     | 4     | Галина Митрочина   | Совјетски Савез      | 6,61  |              |
| 19.     | 2     | Линда Хаглунд      | Шведска              | 6,62  |              |

### Полуфинале
Полуфиналисткиње су подељене у две групе по шест атлетичарки, а за шест места у финалу су се пласирале по три првпласиране из обе групе (КВ).
| Пласман | Група | Атлетичарка        | Земља                | Време | Белешка                   |
| ------- | ----- | ------------------ | -------------------- | ----- | ------------------------- |
| 1.      | 2     | Анергет Рихтер     | Западна Немачка      | 6,32  | КВ, =СР, =ЕРд, РЕПд, НР . |
| 2.      | 1     | Ренате Штехер      | Источна Немачка      | 6,33  | КВ, НР                    |
| 3.      | 2     | Силвијан Телије    | Француска}           | 6,35  | КВ                        |
| 4.      | 1     | Инге Хелтен        | Западна Немачка      | 6,39  | КВ                        |
| 5.      | 1     | Елфгард Шитенхелм  | Западна Немачка      | 6,42  | КВ                        |
| 6.      | 2     | Ирена Шевињска     | Пољска               | 6,44  | КВ                        |
| 7.      | 2     | Соња Ланамен       | Уједињено Краљевство | 6,46  |                           |
| 8.      | 1     | Медлин Коб         | Уједињено Краљевство | 6,49  |                           |
| 9.      | 2     | Надежда Бесфамилна | Совјетски Савез      | 6,50  |                           |
| 10.     | 2     | Моника Холцшустер  | Аустрија             | 6,50  |                           |
| 11.     | 1     | Мишел Бење         | Француска            | 6,52  |                           |
| 12.     | 1     | Христа Кеплингер   | Аустрија             | 6,54  |                           |

### Финале
Извор:
| Пласман | Атлетичарка       | Земља           | Резултат | Белешка              |
| ------- | ----------------- | --------------- | -------- | -------------------- |
|         | Ренате Штехер     | Источна Немачка | 6,25     | СР, ЕРд, РЕПд, НРд . |
|         | Анергет Рихтер    | Западна Немачка | 6,28     | НР                   |
|         | Силвијан Телије   | Француска       | 6,31     | НР                   |
| 4.      | Инге Хелтен       | Западна Немачка | 6,34     |                      |
| 5.      | Елфгард Шитенхелм | Западна Немачка | 6,34     |                      |
| 6.      | Ирена Шевињска    | Пољска          | 6,39     | НР                   |

## Укупни биланс медаља у трци на 50 (60) метара за жене после 3. Европског првенства у дворани 1972.
|    | Земља            |    |    |    |   |
| -- | ---------------- | -- | -- | -- | - |
| 1. | Источна Немачка* | 3* | 0  | 0  | 3 |
| 2. | Француска*       | 0  | 2* | 1  | 3 |
| 3. | Западна Немачка* | 0  | 1  | 1* | 2 |
| 4. | Холандија        | 0  | 0  | 1  | 1 |
|    | Укупно {4}       | 3  | 3  | 3  | 9 |

|    | Атлетичарка      | Земља           |    |   |   |   |
| -- | ---------------- | --------------- | -- | - | - | - |
| 1. | Ренате Мајснер*  | Источна Немачка | 3* | 0 | 0 | 3 |
| 2. | Силвијан Телије* | Француска       | 0  | 2 | 1 | 3 |
| 3. | Анергет Рихтер*  | Западна Немачка | 0  | 1 | 1 | 2 |